# Рамля бінт Абу Суф'ян
Рамля бінт Абу Суф’ян (араб. رملة بنت أبي سفيان) або Умм Хабіба (араб. أم حبيبة) — одна з дружин пророка Мухаммеда, мати правовірних. Донька впливового курайшитського лідера Абу Суф’яна ібн Харба

До прийняття ісламу Рамля відмовилась від язичницької віри своїх предків і стала послідовницею аврамічного монотеїзму (віри ханіфів). Разом зі своїм чоловіком Убайдуллою ібн Джахшем вона прийняла іслам і була однією з перших мусульманок. Убайдулла до прийняття ісламу сповідував християнство. Рятуючись від переслідувань курайшитів, подружжя емігрувало до Ефіопії. Однак там, Убайдулла раптово зрікся ісламу і повернувся до християнства. Незважаючи на його наполегливі спроби навернути до християнства свою дружину, вона лишилась вірною ісламу і розлучилась з чоловіком. Для неї настали тяжкі часи. Вона лишилася одна на чужині і не могла повернутися до Мекки через те, що її батько був фанатичним противником мусульман.
Дізнавшись про це, Мухаммед висловив захоплення щирою вірою цієї жінки, і надіслав свого представника до ефіопського правителя Наджаші, з проханням відіслати Рамлю до Медини для того, щоб одружитися з нею. Шлюб було укладено в 629 р.
Цей шлюб дозволив Мухаммеду послабити ворожість мекканського лідера Абу Суф’яна стосовно мусульман.
За мусульманським переданням Рамля була набожною і благочестивою жінкою. Вона прожила з Мухаммедом 4 роки, а після його смерті вела аскетичний спосіб життя. Рамля померла в період правління свого брата Муавії ібн Абу Суф’яна у віці 70 років. У її переданні відомо понад 65 хадисів